# ダニー・ローズ
ダニエル・リー・"ダニー"・ローズ（Daniel Lee "Danny" Rose, 1990年7月2日 - ）は、イングランド・サウス・ヨークシャー州ドンカスター出身の元サッカー選手。元イングランド代表。ポジションはディフェンダー、ミッドフィールダー、フォワード。

## 経歴

### クラブ
リーズ・ユナイテッドのユースチームから2006年にトップチームデビュー、2007年に17歳にしてトッテナムへの移籍が決定する。トッテナム加入後はワトフォード、ピーターバラ・ユナイテッド、ブリストル・シティ、サンダーランドでのローンを経験する。当初はウィングやサイドハーフの位置でプレーしていたが、後にサイドバックにコンバートされて才能が開花した。
2013年にトッテナムに復帰すると、背番号を3番とし、中心選手として活躍を始める。
2016年8月には、トッテナムとの契約を2021年まで延長した。8月27日のリヴァプール戦ではシーズン初ゴールを記録した。同年12月18日のバーンリー戦ではチームを勝利に導く決勝ゴールを決めた。2015-16シーズンからの活躍により、この年のプレミアリーグベスト11に選ばれた。
2016-17シーズンは怪我で終盤戦を離脱するも、それまでのパフォーマンスが認められて、2年連続でプレミアリーグの年間ベスト11に選ばれた。
怪我のため約9か月離脱していたが、2017年10月17日のUEFAチャンピオンズリーグのレアル・マドリード戦で途中出場で復帰した。
2017-18シーズンごろからクラブとの確執が噂され、2017年夏にはクラブ批判ともとれる発言をし、その後謝罪している。また、同時に怪我の間にうつ病になったことも明かした。
2018-19シーズンは左サイドバックのポジションをベン・デイヴィスらと争い、リーグ戦26試合に出場した。CL準決勝アヤックス戦2ndレグでは、0-3で迎えた後半10分、自陣の深い位置でマタイス・デ・リフトを股抜きしてルーカス・モウラの1点目の起点となるロングボールを放ち、逆転勝利に貢献した。決勝のリヴァプール戦にも出場したが、チームは0-2で敗戦した。
2019-20シーズンは構想外とみられ、プレシーズンマッチに帯同しなかった。しかし移籍の交渉がまとまらず、残留する運びとなった。
2020年1月30日、ニューカッスル・ユナイテッドにシーズン終了までのレンタル移籍が発表された。2020-21シーズンも引き継き構想外となりトップチームでの出場機会は無かった。またシーズン途中にはトラブゾンスポルへの移籍交渉があったが破談になっていた。
2021年6月15日、古巣のワトフォードとの契約が発表された。
2022年9月1日、ワトフォードの2部リーグ降格に伴い双方合意の下、契約を解除した。

### 代表
各年代の代表およびロンドンオリンピックでのイギリス代表を経て、2014年8月28日にイングランド代表のフル代表への招集が発表された。
2016年3月、ドイツ代表との親善試合で初のスタメン出場を果たすと、コンスタントに代表に招集されるようになり、2016年のUEFA EURO 2016にも出場した。また2018 FIFAワールドカップでもメンバー入りし、出場を果たした。

## 代表歴

### 出場大会
- イングランド代表
  - 2018 FIFAワールドカップ

### 試合数
- 国際Aマッチ 29試合 0得点（2016年-2019年）[20]

| イングランド代表 | 国際Aマッチ | 国際Aマッチ |
| 年               | 出場        | 得点        |
| ---------------- | ----------- | ----------- |
| 2016             | 12          | 0           |
| 2017             | 2           | 0           |
| 2018             | 11          | 0           |
| 2019             | 4           | 0           |
| 通算             | 29          | 0           |

## タイトル

### 個人
- PFA年間ベストイレブン：2回（2016、2017）